# Akizuki Tanenaga
Akizuki Tanenaga (秋月種長?   1567 -  1614) fue un samurái de finales del período Sengoku a comienzos del periodo Edo de la historia de Japón.
Durante las invasiones japonesas a Corea sirvió bajo las órdenes de Kuroda Nagamasa. Cuando las hostilidades con Corea y China finalizaron, decidió luchar en el bando de Ishida Mitsunari en contra de Tokugawa Ieyasu durante la Batalla de Sekigahara. Aun con la derrota, logró mantener su feudo en la Provincia de Hyuga.